# Хадзилиев фолклорен и етнографски музей
Хадзилиевият фолклорен и етнографски музей (на гръцки: Λαογραφικό μουσείο Χατζηλία) е частен музей в македонския град Сяр (Серес), Гърция.

## Местоположение
Музеят се намира на приземния етаж на сграда на улица „Аристотелис“ № 7 в центъра на града, близо до катедралната църква „Свети Архангели“.

## Описание
Сбирката на музея е събирана над 20 години и той отваря врати през юни 1998 година. Състои се от шест секции: музикални инструменти, накити, оръжия и униформи, свещени съдове, носии и реконструкции на традиционния начин на живот. В първата секция има голям брой струнни, духови и ударни народни инструменти. Най-старите са две тракийски лири от XVII век. Забележителни също така са един мехов орган, гайди, стари грамофони и реконструкция на антична лира. В секцията има 200 ценни пафти от всякакъв тип – свещенически, каракачански, тракийски, пафти от Фращани. Има също така яки, обици, колиета, часовници, гривни, корони и кръстове от XIX и XX век. Оръжията във военната секция датират от късния неолит до наши дни и включват прашки, каменни и метални върхове на стрели и копия. По-модерните оръжия са пушки с предно пълнене, кремъчни пистолети, револвери от XIX век, саби от 1821 година, барутници и ударници. Изложени са и военни униформи от няколко държави, шапки, щикове, медали и патрондаши. От особен интерес е сабя, дело на мелнишки майстор. В църковната секция са изложени 120 ръчно изработени сребърни кандила от църкви в Македония, многобройни кадилници, няколко евангелия на гръцки и на руски от XVII век, сребърни и позлатени чаши, свещници, дърворезбовани и метални кръстове, дарохранителници, сватбени и кръщелни корони, бродирани със злато одежди (епитрахили и фелони), епитафии. Най-важният от всички експонати е хризматорият на свети Димитър, един от само четирите в света. В нишите са изложени носии и тъкани, използвани от каракачани, тракийци и гърци бежанци от Мала Азия. Посетителите могат да разгледат женски носии от Лерин (Хлорина), Фращани (Орини), Арахова, Метаксадес, Дарнакохорията и Зиляхово (Неа Зихни) и мъжки носии от Ксиропотамос и Тракия.
- Носии и тъкани
- Църковната секция
- Традиционни инструменти
- Военната секция